# Гулд, Огастес Аддисон
Огастес Аддисон Гулд (англ. Augustus Addison Gould; 23 апреля 1805 — 15 сентября 1866) — американский конхиолог и малаколог.
Член Национальной академии наук США (1863).

## Биография
В 1825 году Гулд окончил в Гарварде колледж, а в 1830 году получил докторскую степень по медицине. Устроившись в Бостоне, он посвятил себя практической медицине и достиг в итоге высокого общественного положения, а также признания как врача-профессионала. Он был президентом Массачусетского медицинского общества, вёл государственный учёт рождений и случаев смерти.
Как конхиолог он имел широкую известность и был одним из пионеров американской науки. Его статьи публиковались на страницах «Boston Society of Natural History» (издание XI, стр. 197 содержит список) и других журналов. Вместе с Луи Агассисом он опубликовывал «The Principles of Zoology» (2-е издание, 1851), обработал «The Terrestrial and Airbreathing Mollusks» (1851—1855) и перевёл книгу Ламарка «Gerea of Shells» (1833).
Важнейшими научными трудами являются «Mollusca and Shells» (издание XII, 1852) и «The Report on the Invertebrata» (1841).
Гулд был членом-корреспондентом всех знаменитых американских научных обществ, а также многих в Европе, в том числе также Королевского общества в Лондоне.